# Steenkoolmijn van Blegny

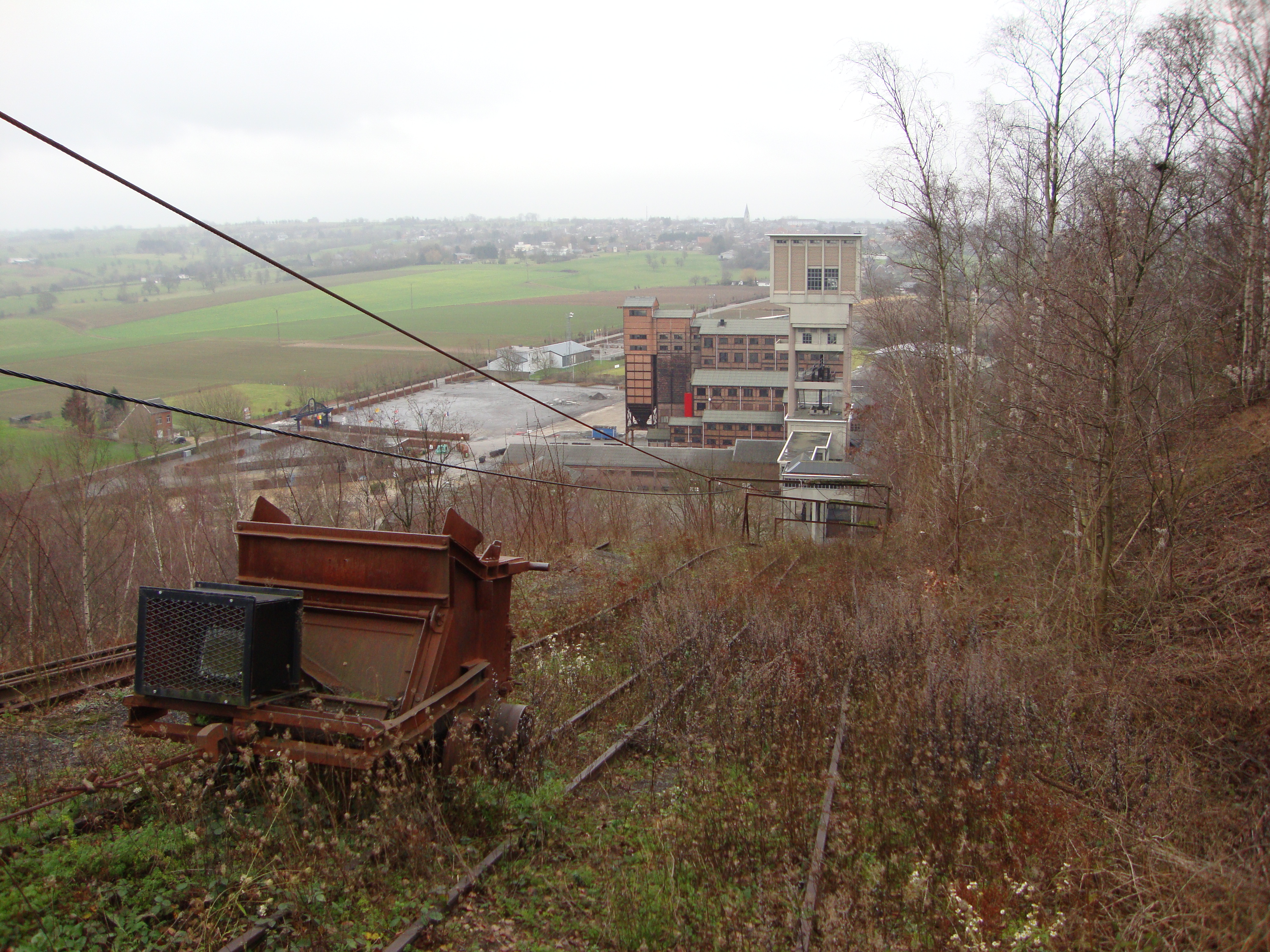
Steenkoolmijn van Blegny, gezien vanop de terril.

Geologisch profiel

De steenkoolmijn van Blegny is een voormalige kolenmijn in het Luikse steenkoolbekken gelegen nabij Trembleur in de gemeente Blegny, ten noordoosten van de stad Luik in België. Het is een publiekelijk toegankelijke mijn die erkend is als Unesco werelderfgoed.
De mijn heeft twee schachten, die hier tot 8 niveaus omlaag reiken, met een diepste punt van 530 m. Alleen niveau 1 en 2 (op -30 m en -60 m) staan nog boven het grondwater. Schacht 1 dient als toegangspunt van de ondergrondse rondleiding. De tweede schacht Marie l'Espérance is in gebruik voor de ventilatie van de galerijen, hier is ook bovengronds een museum ingericht. Verder zijn er exposities in de voormalige werkplaats en de kolenwasserij. Naast de mijn ligt de terril van Blegny met een hoogte van 43 m, waarop de steenresten gestort werden.
Een ondergrondse rondleiding met een gids door de mijn bevat een verkenning van de galerijen op -30 en -60 meter en een afdaling door de pijler van steenkoollaag Grande Mascafia, de rondleiding eindigt bovengronds in de kolenwasserij.

## Geschiedenis van de steenkoolmijn
In de steile wanden van de naburige rivierdalen werd al in de vijftiende eeuw steenkool gedolven op het landgoed Leval voor de monniken van de Abdij van Val-Dieu. Een ordonnantie uit 1716 vermeldt dat de tolheffing in Fort Navagne aan de Maas te Moelingen voor een scheepsvracht steenkool uit Trembleur twaalf stuivers bedraagt. De eerste schacht werd in 1779 afgediept. In 1883 fuseerden twee mijnbedrijven van Trembleur en Argenteau maar gingen in 1887 failliet. De Société Anonyme des Charbonnages d'Argenteau nam in 1919 de concessie weer op. Tijdens de Duitse invasie in mei 1940 werd schacht 1 en de kolenwasserij door het Belgische leger opgeblazen, de exploitatie ging door via schacht Marie. Tussen 1942 en 1948 werden de vernielde schacht en kolenwasserij herbouwd. Op het hoogtepunt in 1970 produceerde de mijn 232 000 ton steenkool met een personeelsbestand van 680 personen.
Tot 1980 werd de mijn uitgebaat door Société anonyme des Charbonnages d'Argenteau-Trembleur. Na de sluiting werd de mijn voor het publiek opengesteld als toeristische attractie. Tot 1991 reed naar de mijn een toeristische tramverbinding, genaamd Li Trimbleu. Na een ongeval werd deze lijn gesloten. De mijnsite is als onderdeel van het Hasardbekken ten noordoosten van Luik en bij Wezet, een van de vier belangrijkste mijnsites van Wallonië en als dusdanig in 2012 door de Commissie voor het Werelderfgoed van de UNESCO tijdens zijn 36e sessie erkend als cultureel werelderfgoed en bijgevoegd op de werelderfgoedlijst. Op 17 december 2015 werd de mijnconcessie formeel beëindigd verklaard door de Waalse regering.